# Liubliana
Liubliana ou Ljubljana (em esloveno:  Ljubljana, pronunciado AFI: [ljuˈbljàːna] (escutarⓘ)) é a capital e maior cidade da Eslovênia, com cerca de 272 220 habitantes. Liubliana é a sede do município urbano de mesmo nome.

## Nome e origem
O assentamento romano de Emona que deu origem à cidade foi construído no ano 15 d.C. Os primeiros informes que a mencionam o seu nome datam de 1144. A sua história é de origem diversa, mas sobretudo, celta. Segundo conta uma lenda, Liubliana no ano de 1144, era dominada por um terrível dragão que costumava atirar fogo para aterrorizar seus habitantes a partir de uma das torres do castelo. Depois de muito tempo de solidão e destruição, o dragão apaixonou-se por uma doce fêmea e deles teria nascido o primeiro dragão artista do mundo, um menino que não fez as vontades do pai.

## Geografia

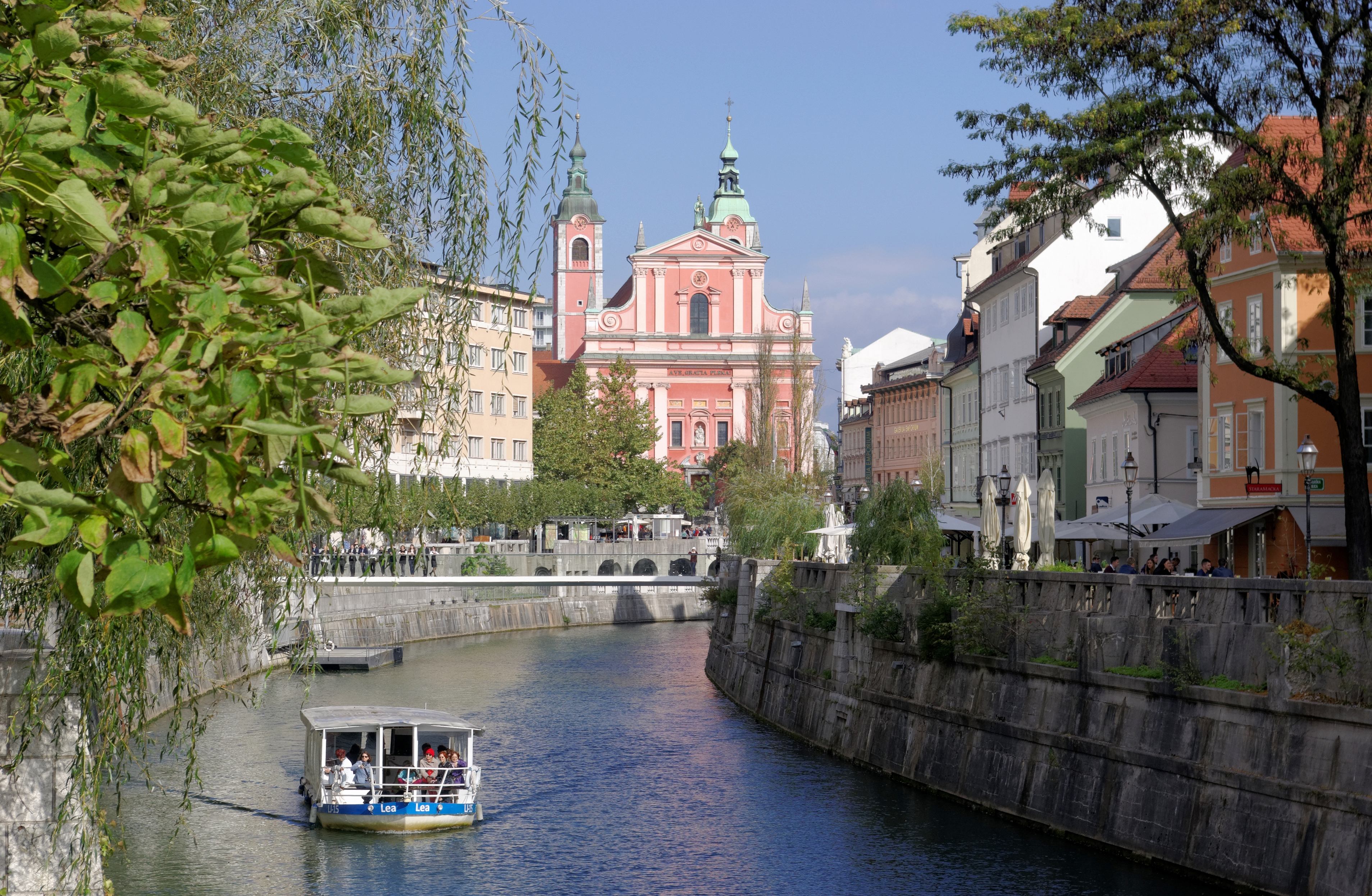
O rio liublianica banha a capital eslovena.

O rio Lublianica marca e divide o centro da cidade em dois. De um lado, a parte antiga e o acesso ao castelo, do outro a parte comercial e política da cidade. No centro, a praça do poeta nacional, France Prešeren (1800-1849), na qual se encontram a igreja principal, dedicada à Ordem Franciscana. São poucos os resquícios do passado comunista na cidade, apesar da independência recente, obtida no começo da década de 1990.

### Clima
A temperatura varia entre 3,4 °C em janeiro e 21,9 °C em julho. A taxa anual de precipitação é de 1 350 mm.

## Arquitectura

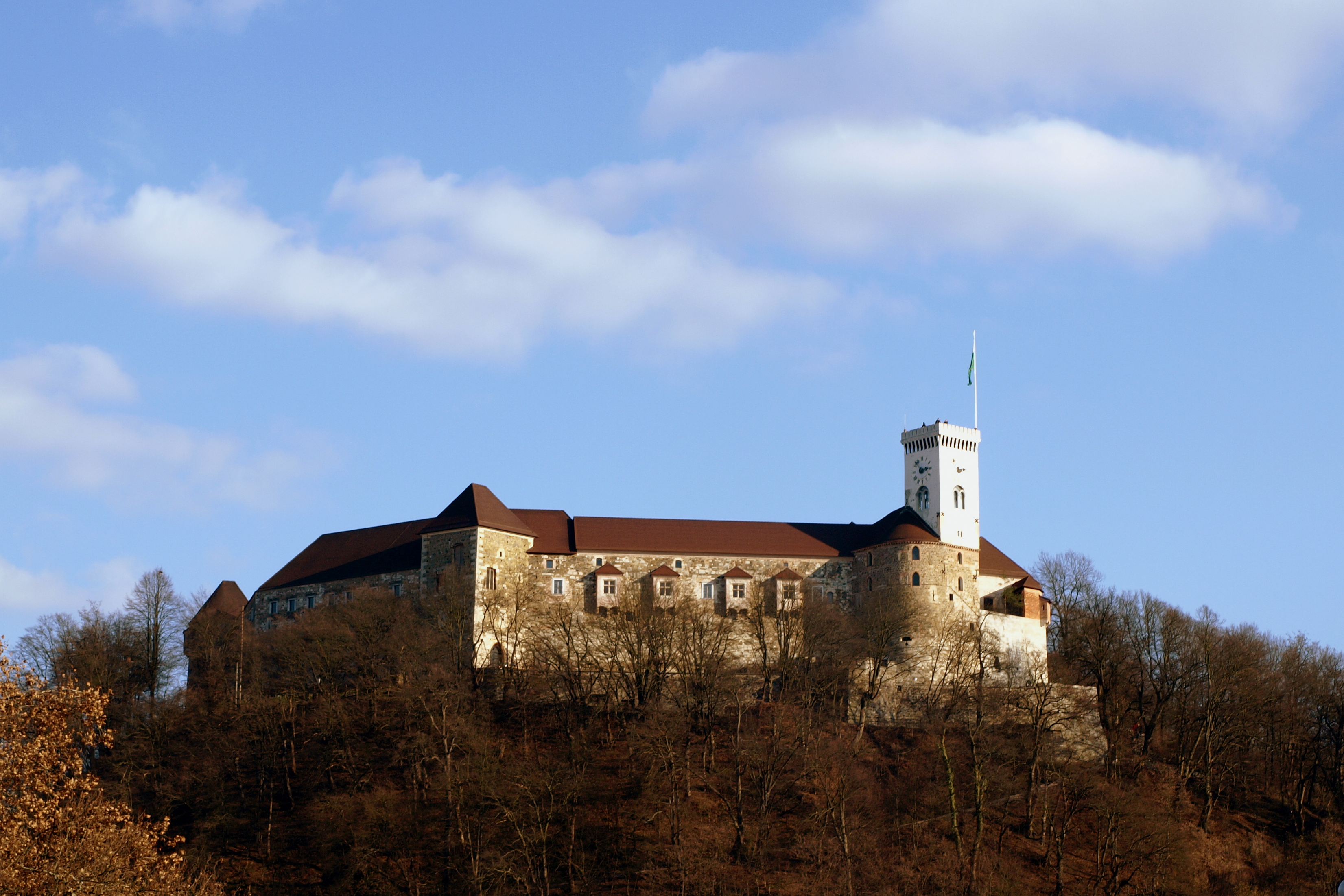
Castelo de Liubliana.

A arquitectura da cidade contempla uma diversa mescla de estilos. Os seus grandes sectores, construídos 
depois da Segunda Guerra Mundial, foram desenhados pelo arquitecto esloveno Jože Plečnik. A cidade tem também uma grande influência austríaca, visível em alguns bairros de arquitectura alpina.
O Castelo de Liubliana é um castelo medieval localizado no topo da colina no centro da cidade.

## Cidades-irmãs
Liubliana é geminada com:
| - Atenas, Grécia, (desde 2000) - Belgrado, Sérvia, (desde 2010) - Bratislava, Eslováquia, (desde 1967) - Bruxelas, Bélgica, (desde 2004) - Chemnitz, Alemanha, (desde 1966) - Chengdu, China, (desde 1981) - Cleveland, Estados Unidos - Leverkusen, Alemanha, (desde 1979) | - Graz, Áustria, (desde 2001) - Moscou, Rússia, (desde 2000) - Mardin, Turquia, (desde 2003) - Oblast de Moscou, Rússia, (desde 2001) - Parma, Itália, (desde 1964) - Pesaro, Itália, (desde 1964) - Rijeka, Croácia, (desde 1979) - Sarajevo, Bósnia e Herzegovina, (desde 2002) - Escópia, Macedônia do Norte, (desde 2007) - Sousse, Tunísia, (desde 1969) | - Tbilisi, Geórgia, (desde 1977) - Viena, Áustria, (desde 1999) - Wiesbaden, Alemanha, (desde 1977) - Zagreb, Croácia, (desde 2001) - Ploče, Croácia, (desde 1982) |